# Ala-Suolijärvi
 Ala-Suolijärvi–Oivanjärvi est un lac situé à Posio en Finlande,,.

## Présentation
Selon SYKE, les deux lacs Ala-Suolijärvi et Oivanjärvi de même niveau sont considérés comme un lac unique nommé Suolijärvi–Oivanjärvi et numéroté (65.392.1.001). 
Le lac Ala-Suolijärvi–Oivanjärvi a une superficie de 55,885 kilomètres carrés et une altitude de 242,5 mètres.
Le lac compte 237 îles dont la superficie totale est de 531 hectares, soit environ 8,7 % de la surface du lac.
Les îles les plus étendues sont Porosaari (95 ha) et Seimisaari (83 ha). 
Parmi les autres, 38 îles font plus d'un hectare et 195 plus d'un are,.